# Anusha Dajee
Anusha Dajee, née le 10 mai 1981, est une joueuse de badminton mauricienne.

## Palmarès

### Jeux africains
- Jeux africains de 2003 à Abuja
  -  Médaille de bronze en équipe mixte

### Championnats d'Afrique
- Championnats d'Afrique de badminton 2002 à Casablanca
  -  Médaille de bronze en double dames avec Karen Foo Kune
- Championnats d'Afrique de badminton 2000 à Bauchi
  -  Médaille d'argent en double dames avec Selvon Marudamuthu

### Jeux des îles de l'océan Indien
- Jeux des îles de l'océan Indien 2003 à Réduit
  -  Médaille de bronze en double dames avec Karen Foo Kune